# San Gil
San Gil là một khu tự quản thuộc tỉnh Santander, Colombia. Thủ phủ của khu tự quản San Gil đóng tại San Gil Khu tự quản San Gil có diện tích 150 ki lô mét vuông. Đến thời điểm ngày 28 tháng 5 năm 2005, khu tự quản San Gil có dân số 35123 người.